# 시베리에이드
시베리에이드(Sibiriada)는 소련에서 제작된 안드레이 콘찰로프스키 감독의 1979년 드라마 영화이다. 나타샤 안드레이첸코 등이 주연으로 출연하였다.

## 출연

### 주연
- 나타샤 안드레이첸코
- 콘스탄틴 그리고리에브

### 조연
- 리우드밀라 구르켄코